# Antínoo Aristeu
O Antínoo Aristeu é uma estátua de mármore, com 1,96 metros de altura, representando Antínoo como Aristeu, o deus grego dos jardins, a quem se deviam cuidar das abelhas.
A estátua fazia parte da coleção do cardeal Richelieu, tendo sido comprada em Roma para o seu palácio em Richelieu, Poitou. Em 1801, os comissários da República apropriaram-se de várias estátuas no palácio, entre as quais o Antínoo Aristeu, que levaram para o Museu do Louvre.